# Stéradian
Le stéradian (symbole : sr) est l'unité de mesure des angles solides dans le Système international. Son nom est partiellement dérivé du grec ancien στερεός / stereós, « solide, dur, cubique ».

## Définition
Le Bureau international des poids et mesures (BIPM) définit le stéradian comme suit : 

« Le stéradian est l'unité cohérente d'angle solide. Un stéradian est un angle solide d'un cône qui, ayant son sommet au centre d'une sphère, découpe sur la surface de cette sphère une aire égale à celle d'un carré ayant pour côté une longueur égale au rayon de la sphère. »

Sa définition française officielle est : 

« L’unité d’angle solide est le stéradian, angle solide d’un cône qui, ayant son sommet au centre d’une sphère, découpe sur la surface de cette sphère une aire égale à celle d’un carré ayant pour côté une longueur égale au rayon de la sphère. »

Autrement dit, un angle solide de 1 stéradian délimite sur une sphère de rayon 1, à partir du centre de cette sphère, une surface d'aire 1. L'angle solide qui intercepte la sphère entière vaut donc 4π stéradians puisque l'aire d'une sphère de rayon r vaut 4π r2.
Le stéradian est une des vingt-deux unités dérivées cohérentes ayant un nom spécial et un symbole particulier.
Le stéradian (sr) est une unité dérivée du mètre (m). Son expression, en unités de base, est 1 sr = 1 m2/m2,. C'est donc une unité sans dimension.
En 1995, la 20e conférence générale du BIPM supprime la classe des unités supplémentaires ; le radian et le stéradian perdent leur statut singulier d'« unités supplémentaires » et sont désormais considérés comme des unités dérivées, « sans dimension dont les noms et les symboles peuvent être utilisés, mais pas nécessairement, dans les expressions d'autres unités dérivées SI, suivant les besoins ».

## Utilisation
Le stéradian est utilisé en radiométrie et en photométrie,. L'intensité énergétique s'exprime en watt par stéradian ; et la luminance énergétique, en watt par mètre carré stéradian.

## Exemples
- Le regard d'un œil humain embrasse environ 2π sr[13] ;
- Un cône circulaire, de demi-angle au sommet θ découpe dans l'espace un angle solide de 2π (1 – cosθ) stéradians. Un exemple concret permet d'illustrer la relation entre un angle solide (dans l'espace) et l'angle au sommet correspondant (angle usuel dans un plan):  Si on met en rotation un angle plan (2θ) de 1,144 radian (65,54°) autour de sa bissectrice, il engendre un cône qui définit un angle solide de 1 stéradian.

Relation d'angle plan à angle solide.

- On peut montrer que le développement d'un cône circulaire correspondant à un stéradian fait environ 195°[14].

## Autre unité d'angle solide
Le degré carré, de symbole deg2, est une autre unité d'angle solide. Elle ne fait pas partie du système international d'unités.
La conversion entre degré carré et stéradian est : {\displaystyle \mathrm {1\;deg^{2}=\left({\frac {\pi }{180}}\right)^{2}\;sr} }
Il en résulte que l'angle solide d'une sphère complète est :
{\displaystyle \mathrm {4\pi \;sr=4\pi \left({\frac {180}{\pi }}\right)^{2}deg^{2}={\frac {360^{2}}{\pi }}deg^{2}={\frac {129\,600}{\pi }}deg^{2}\approx 41\,253\;deg^{2}} }

## Formules sur la lumière
Le lumen est l'unité de flux lumineux correspondant au flux émis par une source d'une intensité lumineuse de 1 candela contenu dans un angle solide de 1 stéradian.
Expressions contenant le stéradian :
{\displaystyle \mathrm {1\,lm=1\,cd\cdot 1\,sr} }
et
{\displaystyle \mathrm {1\,lx={\frac {1\,cd\cdot 1\,sr}{1\,m^{2}}}} }
Avec :
- lm : lumen qui est l'unité de flux lumineux ;
- sr : stéradian qui est l'unité d'angle solide ;
- cd : candela qui est l'unité d'intensité lumineuse ;
- lx : lux qui est l'unité d'éclairement lumineux.